# 南港新福宮
南港新福宮位於台灣台北市南港區，係主祀福德正神之道教廟宇，祭典日期在每年農曆八月十五。

## 沿革
該廟建於1892年，原名「東新福德正神」；1983年（民國七十二年）更為現名，並設立管理委員會。

## 祀神
- 正殿：福德正神、虎爺(主龕之下)等。
- 右殿：關聖帝君、財神爺、文昌帝君等。
- 左殿：天上聖母、中壇元帥等。

## 祭典
祭典在每年農曆八月十五中秋節，即福德正神聖誕。會員大會訂為八月十二日，會後聚餐稱「食土地公福」，也稱為「食土地公朋」。

## 外部連結
1. ↑  .   [2017-02-04]. （原始内容存档于2019-04-30）.